# Елізабет Осбрінк
Елізабет Кетрін Осбрінк (швед. Elisabeth Katherine Åsbrink; нар. 29 квітня 1965) — шведська письменниця та журналістка.

## Біографія
Осбрінк дебютувала книжкою "Точка болю – Ларс Нурен, п'єса «Сім три» та вбивства в Малександері" (швед. Smärtpunkten – Lars Norén, pjäsen Sju tre och morden i Malexander). Книжку було номіновано на Серпневу премію за нехудожню літературу 2009 року та перекладено польською мовою.
У серпні 2011 року вона випустила книгу «А в Віденському лісі дерева все ще стоять» (швед. Och i Wienerwald står träden kvar), основану на 500 листах, написаних маленькому хлопчику його родиною з Відня після того, як він 1939 року втік до Швеції як біженець від нацистів. Книжка отримала багато уваги, оскільки розкрила нову інформацію про засновника IKEA Інґвара Кампрада, який свідчив про те, що за ним встановила стеження поліція безпеки. 1943 року поліція створила на нього досьє під рубрикою «нацист». Книжка також розповідає, що в інтерв'ю, яке Кампрад дав Осбрінк 2010 року, він сказав, що був вірним шведському фашистському лідеру Перу Енгдалю. 2011 року Осбрінк здобула Серпневу премію за найкращий документальний твір за роман «А в Віденському лісі дерева все ще стоять», щорічну культурну премію Дансько-шведського культурного фонду 2013 року, а в травні 2014 року здобула премію Ришарда Капусцінського у Варшаві. Книжку переклала англійською мовою Саскія Фогель під назвою «А у Віденському лісі дерева все ще стоять» (2020). Її також перекладено німецькою, голландською, польською, данською, норвезькою, словацькою, чеською та естонською мовами.
2012 року вона дебютувала як драматургиня із п'єсою «Рейки» (швед. Räls), основаною на автентичному протоколі зустрічі, скликаної Германом Герінгом 1938 року, та інтерв'ю з дітьми-біженцями з нацистської Німеччини. Далі були п'єси «Хлопчик і співаюче дерево» (швед. Pojken och det sjungande trädet) і «Др. Альцгеймер» (швед. Dr Alzheimer). 13 липня 2010 року Осбрінк була ведучою радіошоу Sommar i P1 на Шведському громадському радіо Sveriges Radio.
2016 року Осбрінк опублікувала документальну книгу «1947», яку було номіновано на Серпневу премію того ж року. Ця біографія року вийшла багатьма іншими мовами, зокрема англійською (як «1947: Коли починається зараз», яку переклала Фіона Ґрем та видало видавництво Scribe у Великій Британії та Other Press у США та Канаді).
Її крайня книжка «Зроблено у Швеції: 25 ідей, що створили країну» вийшла в Австралії у видавництві Scribe 2019 року.

## Зовнішні посилання
Вікісховище має мультимедійні дані за темою: Елізабет Осбрінк